# Бакфілд (Мен)
Бакфілд (англ. Buckfield) — місто (англ. town) в США, в окрузі Оксфорд штату Мен. Населення — 1983 особи (2020).

## Демографія
Згідно з переписом 2010 року, у місті мешкало 2009 осіб у 821 домогосподарстві у складі 547 родин. Було 890 помешкань
Расовий склад населення:
| - 97,7 % — білих - 0,4 % — азіатів - 0,3 % — корінних американців - 0,2 % — чорних або афроамериканців |

До двох чи більше рас належало 1,3 %. Частка іспаномовних становила 0,5 % від усіх жителів.
За віковим діапазоном населення розподілялося таким чином: 23,2 % — особи молодші 18 років, 64,9 % — особи у віці 18—64 років, 11,9 % — особи у віці 65 років та старші. Медіана віку мешканця становила 41,2 року. На 100 осіб жіночої статі у місті припадало 104,0 чоловіків;  на 100 жінок у віці від 18 років та старших — 103,2 чоловіків також старших 18 років.
Середній дохід на одне домашнє господарство  становив 57 411 долар США (медіана — 40 987), а середній дохід на одну сім'ю — 73 865 доларів (медіана — 69 000). Медіана доходів становила 47 917 доларів для чоловіків та 40 625 доларів для жінок. За межею бідності перебувало 14,1 % осіб, у тому числі 19,9 % дітей у віці до 18 років та 6,2 % осіб у віці 65 років та старших.
Цивільне працевлаштоване населення становило 1005 осіб. Основні галузі зайнятості: освіта, охорона здоров'я та соціальна допомога — 21,4 %, виробництво — 16,3 %, мистецтво, розваги та відпочинок — 9,9 %, роздрібна торгівля — 9,8 %.